# ʿUmra
La ʿumra (in arabo عمرة‎?) è il pellegrinaggio minore in alcuni luoghi dell'hajj.
Rispetto al pellegrinaggio maggiore, l'ʿumra può essere effettuato al di fuori del mese di Dhu l-Hijja. Il termine deriva dalla radice araba <ʿ-m-r> – ع م ر – ("costruire", "edificare") ed era infatti all'edificio della Kaʿba, eretto in età preislamica alla Mecca che i pellegrini usavano recarsi, dando origine a un peculiare incontro religioso-commerciale che rendeva la Mecca una delle fiere più rinomate della Penisola araba fin dai secoli che precedettero la Rivelazione del Corano portata da Maometto.
Se nella jāhiliyya questo avveniva nel mese di Rajab per rendere omaggio alla divinità di Hubal, cui era dedicato il santuario nell'età che precedette l'opera missionaria del Profeta, con l'Islam il pellegrinaggio "minore" non fu annullato ma è andato ad arricchire, per la sua volontarietà, quel vasto insieme di atti supererogatori che il fedele musulmano compie "per [vedere] il Volto di Dio" (li-wajh Allāh) nell'Oltretomba, con quella visione beatifica che è riservata ai Suoi eletti.
La cerimonia segue peraltro una liturgia ben determinata che, affermata intimamente la volontà (niyya) di adempiere proprio a questo rito, si compone dei seguenti passaggi:
1. Assunzione dello stato di purità rituale (ṭahāra) dopo il lavacro maggiore del ghusl e indossamento del particolare abito del pellegrino, detto  ihrām (presso la moschea Masjid e Taneem).
2. Pronuncia della talbiya (recitare salmodiando la formula "Labbayka, labbayka Allahumma", "Eccoci a Te, eccoci a Te nostro Dio") mentre ci si dirige verso la Kaˁba.
3. tawāf, cioè compiere sette circumdeambulazioni in senso antiorario del santuario. Le prime 3 sono fatte accelerate, le rimanenti a passo normale.
4. Bacio o, comunque, omaggio della Pietra Nera.
5. Salāt di 2 rakʿāt verso il Maqām Ibrāhīm, una formazione di roccia su cui i musulmani pensano si sia appoggiato il profeta Ibrāhīm nella riedificazione della Kaʿba dopo il Diluvio Universale, aiutato dal figlio Ismāʿīl.
6. Abbeverata alla fonte sacra di Zemzem.
7. "Saluto" di commiato alla Kaʿba.
8. Tragitto settuplice (saʿy ) fra quelle che un tempo erano le collinette di al-Safā e di al-Marwa, una parte del quale ad andatura accelerata.
9. Rasatura della capigliatura (khalkh) per l'uomo e suo "accorciamento" (taqsīr ) per la donna, cui è concesso anche il solo simbolico distacco di 3 capelli.

Questo avviene a Marwa e, dopo il khalkh il pellegrino abbandona la purità rituale.